# Остерман, Альбина Осиповна

Могилы Франца и Альбины Остерман

Альбина Осиповна Остерман (рум. Albina Ostermann; 1856 — 1936) — молдавский этнограф.

## Биография
Родилась в 1856 году.
Жена Ф. Ф. Остермана (1844—1905).
C 1905 года — хранитель Бессарабского губернского музея (с 1891 года его хранителем был Франц Остерман).
Умерла в 1936 году в Кишинёве.
Похоронена в Кишиневе рядом с мужем — надгробный камень из красного гранита с металлическим крестом, завершением. Медальон с фотографией и текстом разбиты. Памятники в общей ограде с решеткой художественной ковки.